# Chalcis fukuharai
Chalcis fukuharai är en stekelart som beskrevs av Akinobu Habu 1960. Chalcis fukuharai ingår i släktet Chalcis och familjen bredlårsteklar. Inga underarter finns listade i Catalogue of Life.